# Kartusche (Kunst)

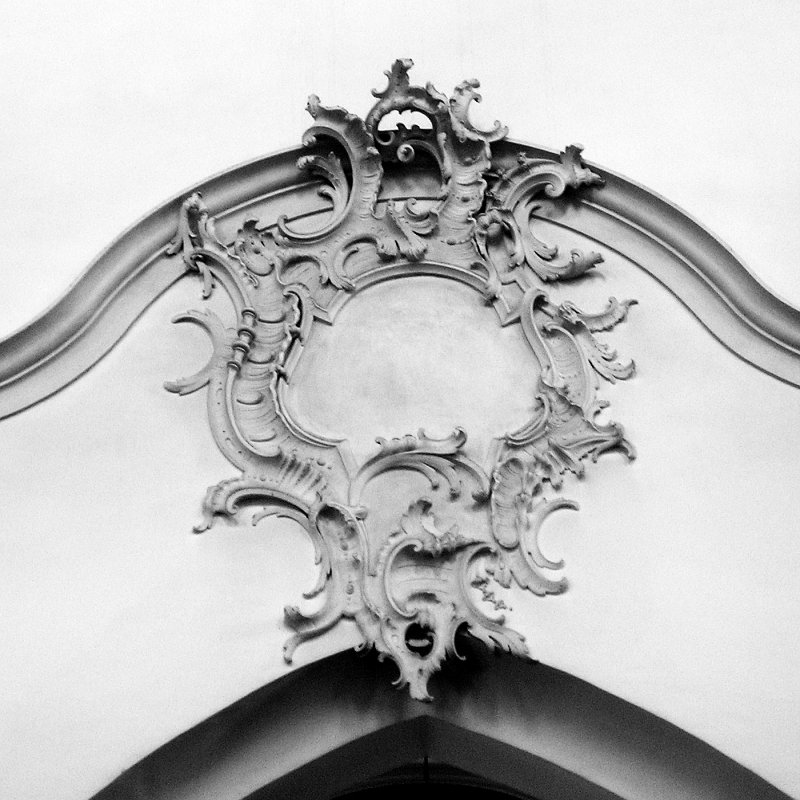
Rocaille-Kartusche in einer Rokoko-Kirche (Franziskanerkirche Überlingen)

Eine Kartusche ist in der Ornamentik ein Zierrahmen. Kartuschen können Wappen, Porträts, Gemälde oder Inschriftfelder umrahmen. Verwendet wurden Kartuschen vor allem von der Renaissance an bis zum Rokoko und wieder im Historismus. Gebräuchlich waren und sind Kartuschen in weiten Bereichen der Kunst und des Kunsthandwerks einschließlich der Architektur.

## Etymologie
Das Wort Kartusche wurde aus dem französischen cartouche entlehnt, und dieses wiederum aus dem italienischen cartoccio „Papprolle“. Dieses stammt letztlich aus lateinisch charta, und dieses aus griechisch χάρτης (chártēs), was so viel wie „Papyrus, Papier; Papyrusblatt; Papyrusrolle, Buch“ bedeutet.
Mit dieser Etymologie korrespondieren die vielfach einrollenden Ecken und Ränder der Kartuschen. Umrahmt eine Kartusche ein Bild, so existiert dafür der Terminus Kartuschenbild.

## Kartuschen in der Architektur
Insbesondere in der Architektur der Renaissance und des Barocks waren Kartuschen beliebte Formen, die oft selbst als Schmuck dienten, ohne mit einem Inhalt gefüllt zu werden. Nach Definition in der Architektur unterscheidet sie von einem Bilderrahmen, dass sie nicht mobil sind, sondern skulpturaler Bestandteil der umgebenden Architektur.
Die niederländische Kartusche mit Roll- und Knorpelwerk (Fledermausflügel, Hundeohren) kam in der französischen Klassik bei dem Stil Louis XIII zum Einsatz. Beispiel dafür Schloss Cheverny. In der französischen Form wurden diese Kartuschen gelängt, wie in Paris, St-Gervais und Fontainebleau.

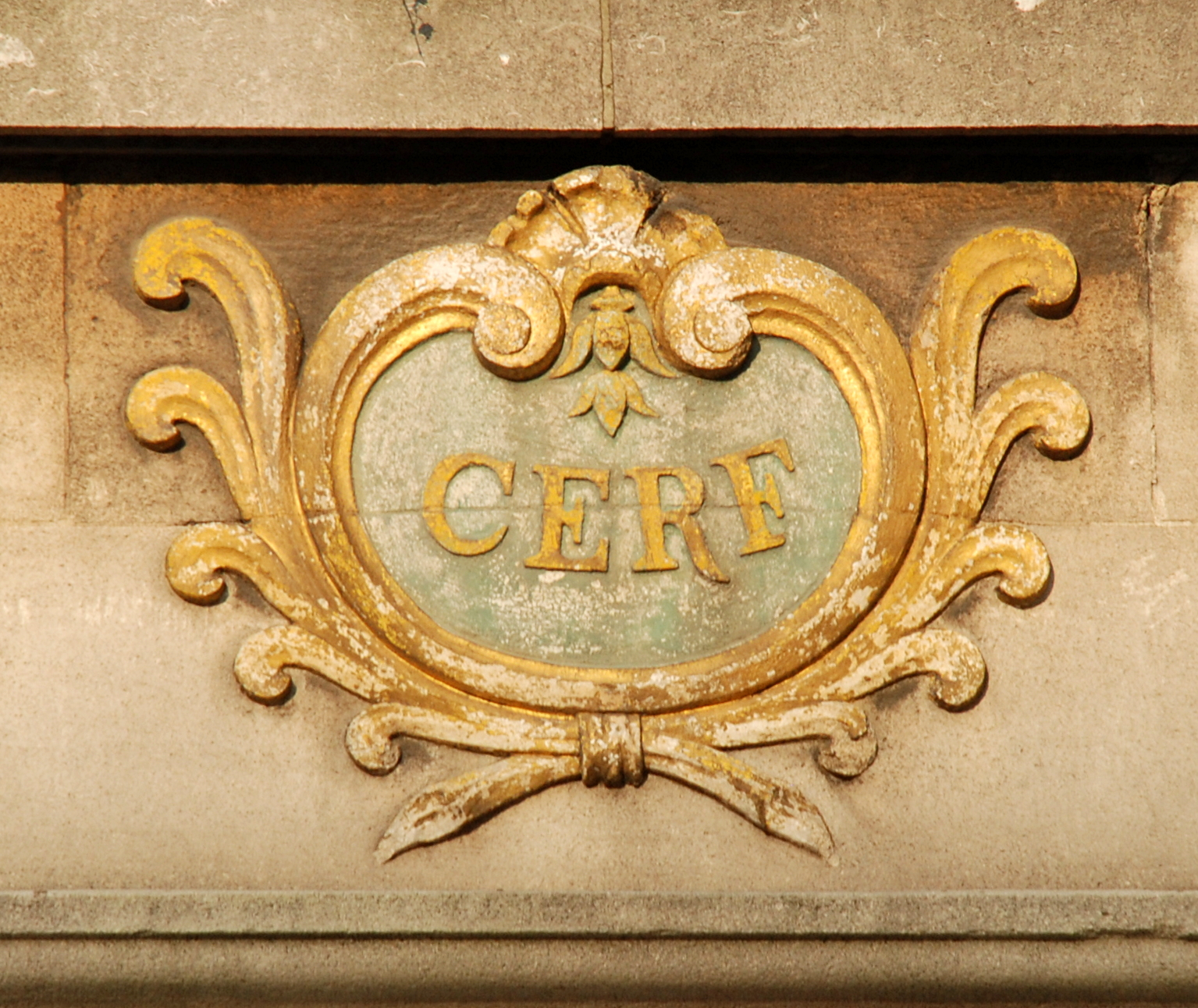
Maison du Cerf in Brüssel
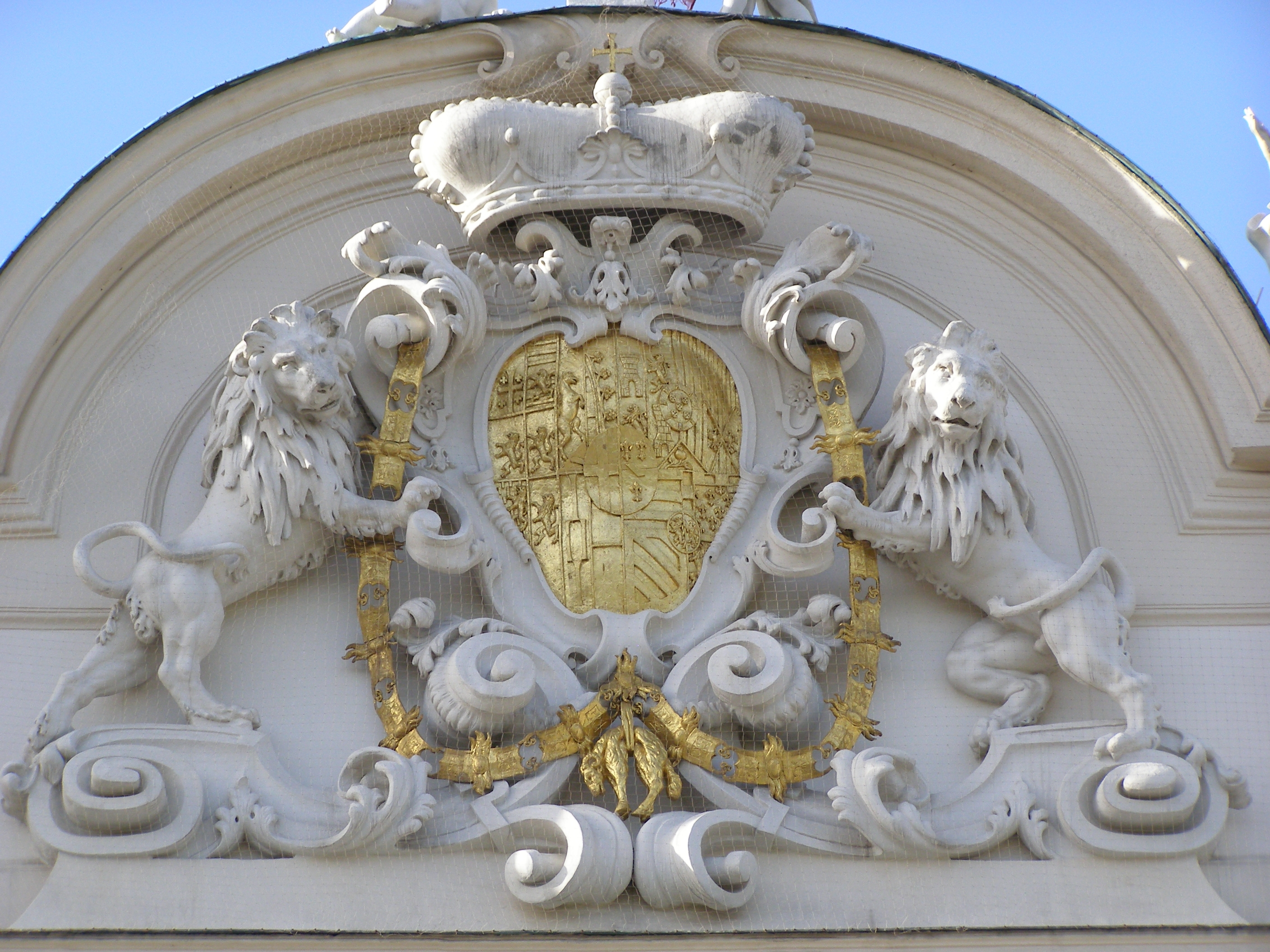
Oberes Belvedere in Wien
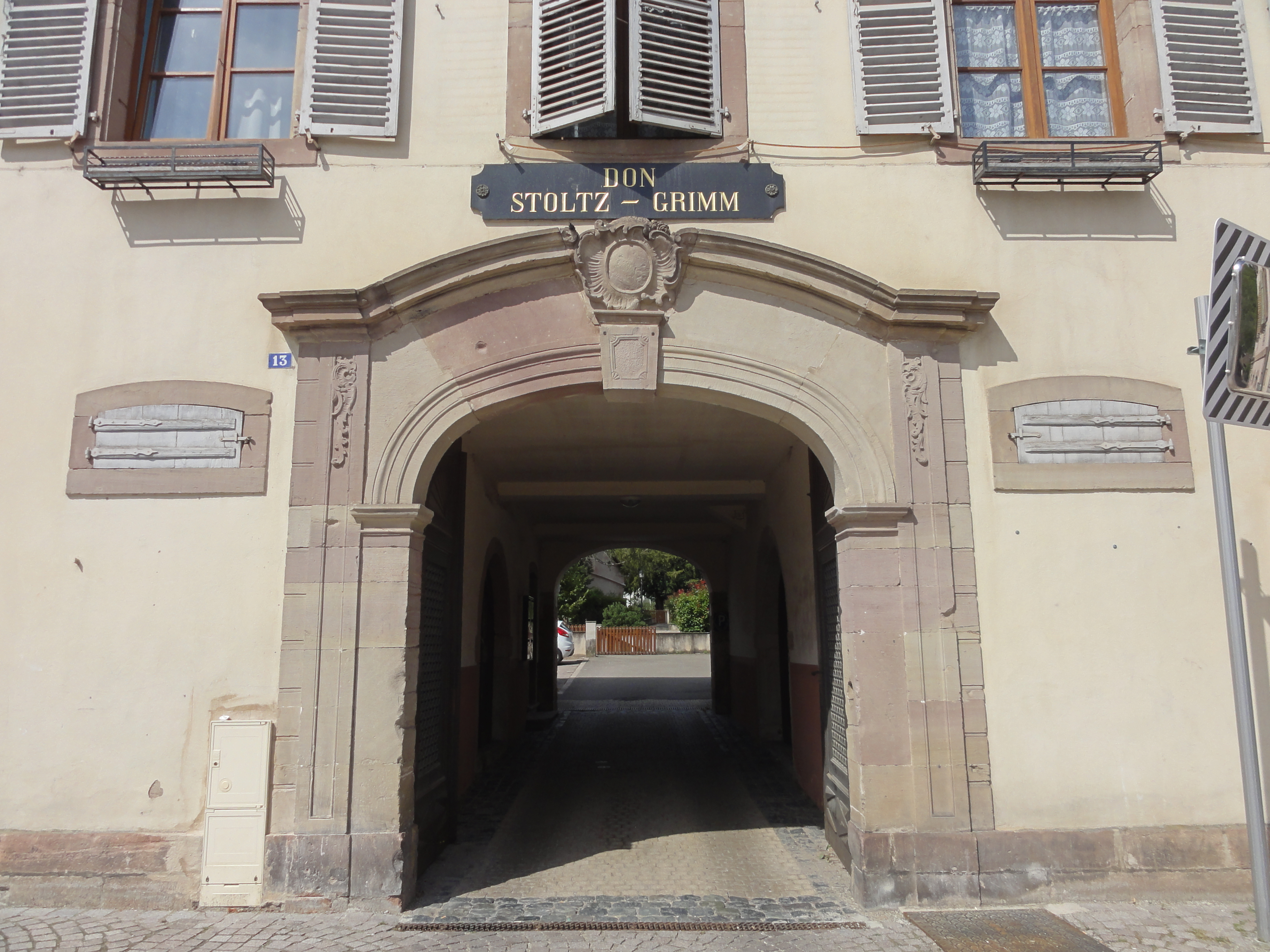
Beispiel einer Supraporte-Kartusche in der Architektur: Maison Stoltz-Grimm in Andlau (Elsass)
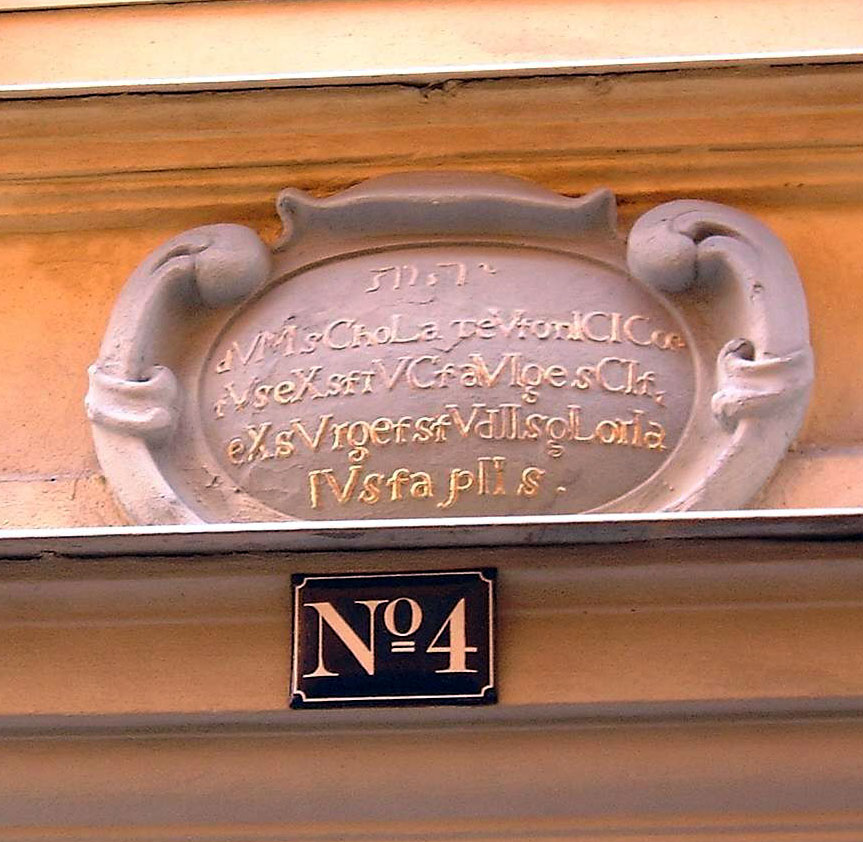
Weiteres Beispiel einer Supraporte-Kartusche: Tyska Skolgränd in Stockholm
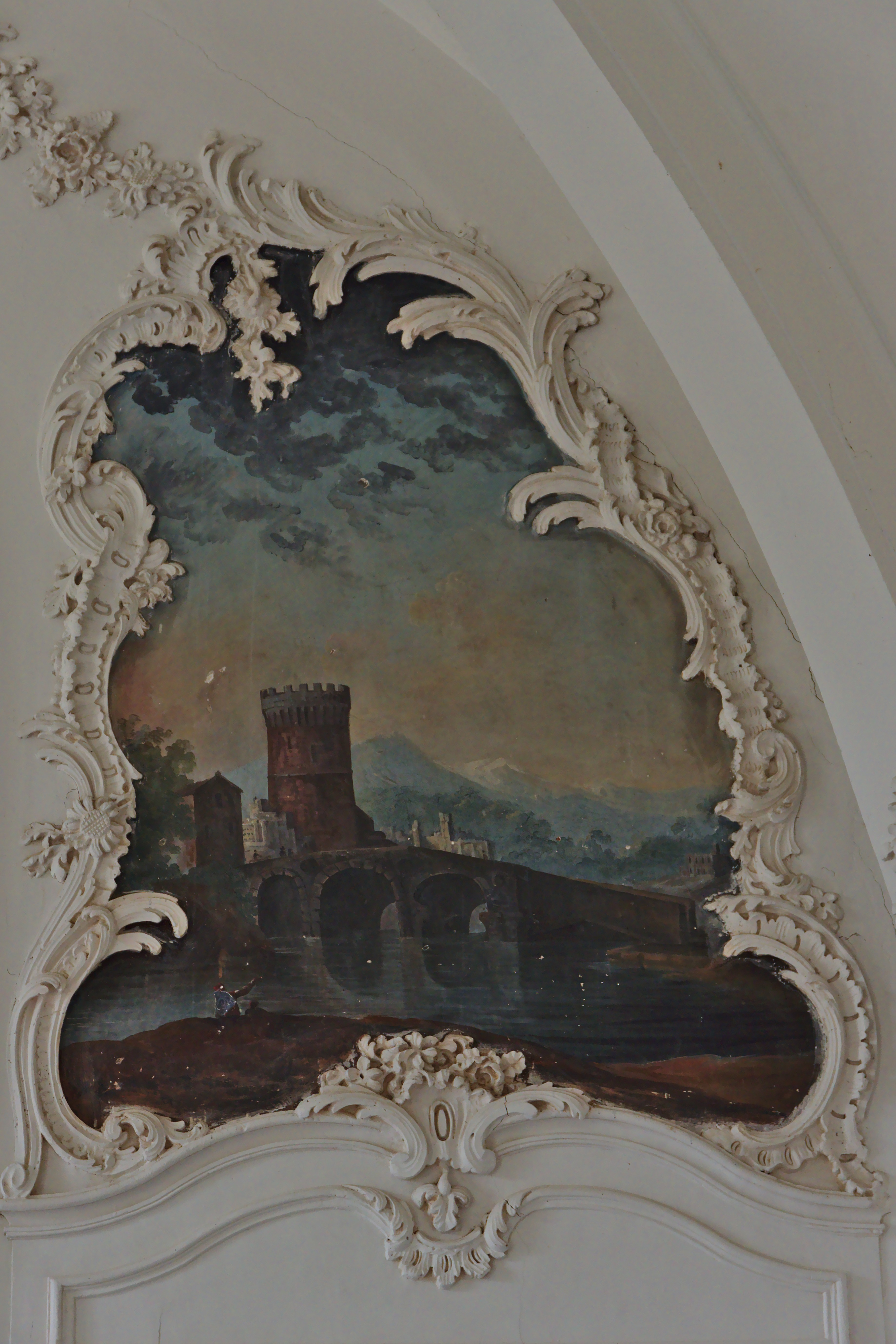
Beispiel einer Stuck-Kartusche im Kloster Boulbonne

## Abweichende Definitionen
Abweichende Definitionen der Kunstbegriffe Kartusche und Kartuschenbild von denen in der Architektur, die unter anderem nicht auf das Abgrenzungsmerkmal der Immobilität zielen, gibt es beispielsweise in der Kunst des Japanischen Farbholzschnittes, in der Siegelschnitzerei, als Begriff Kartusche in der Ägyptologie, im Buchdruck und üblicherweise in der Malerei (Ausnahme: Wandmalerei). Als reiner Kunstbegriff wird Kartusche überwiegend unabhängig von der Mobilitätsfrage und des Materials definiert.

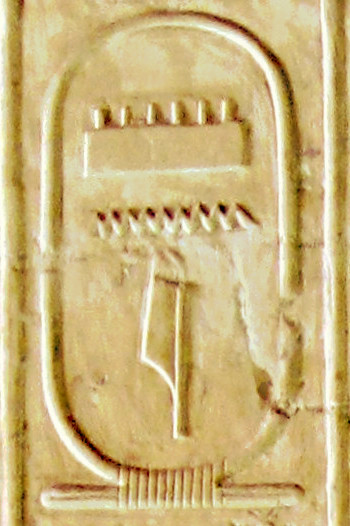
Beispiel einer Kartusche in der Ägyptologie: Name des Königs Menes
Beispiel einer Kartusche im Buchdruck
Beispiel einer Kartusche der Siegelschnitzerei (erstes japanisches Staatssiegel)
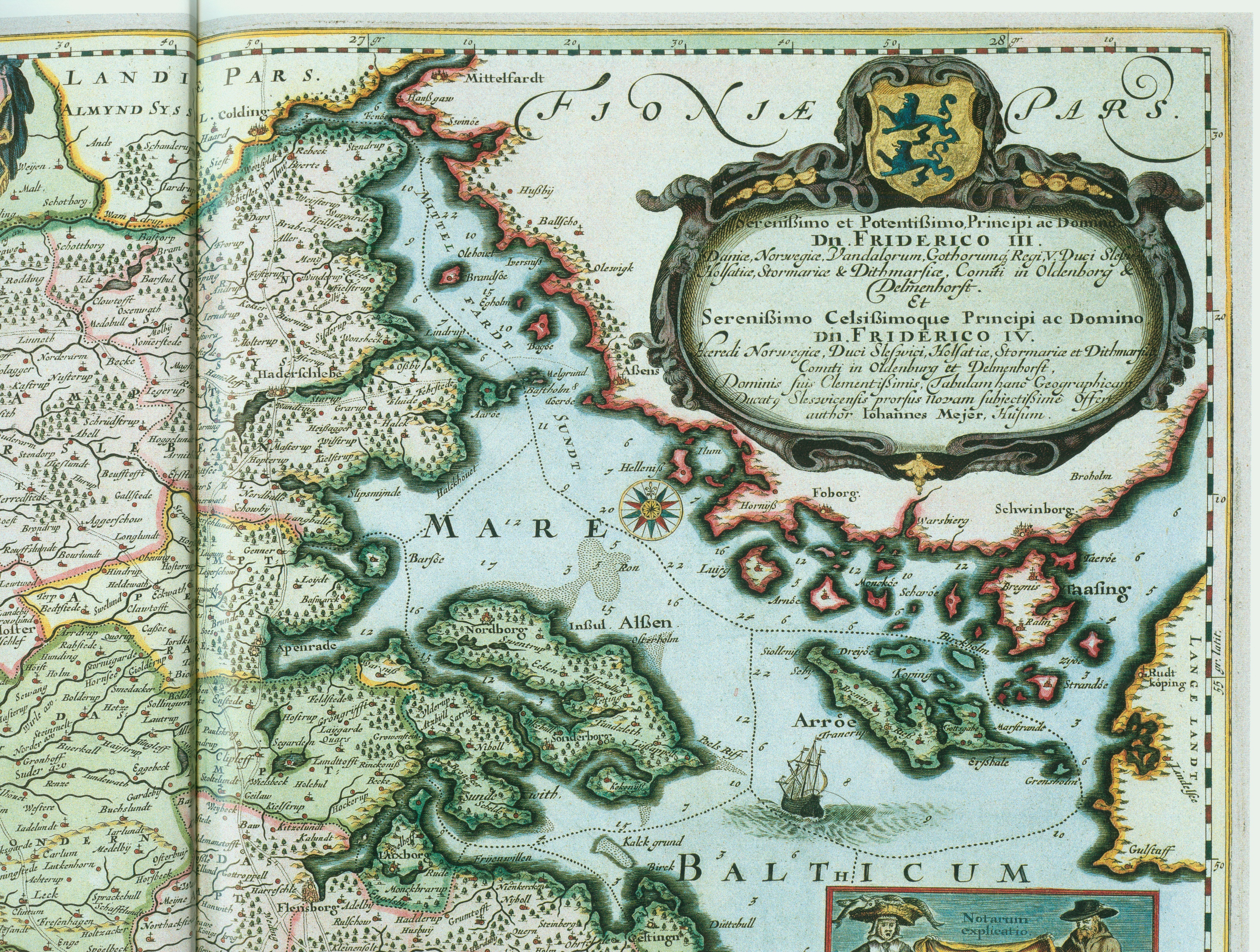
Beispiel einer Inschriftskartusche auf einer Landkarte von Johannes Mejer
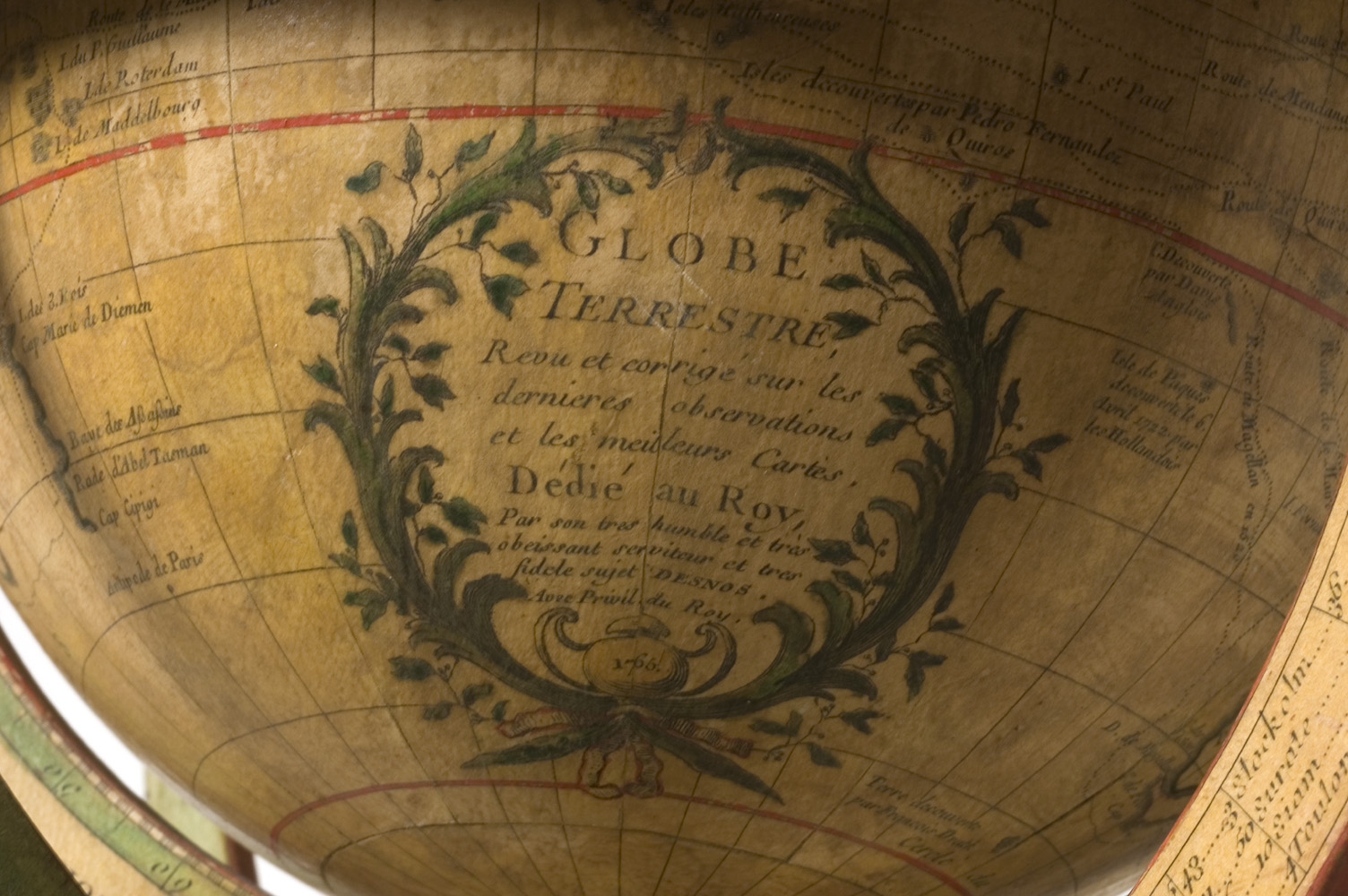
Beispiel einer Inschriftkartusche auf einem Globus (1765)
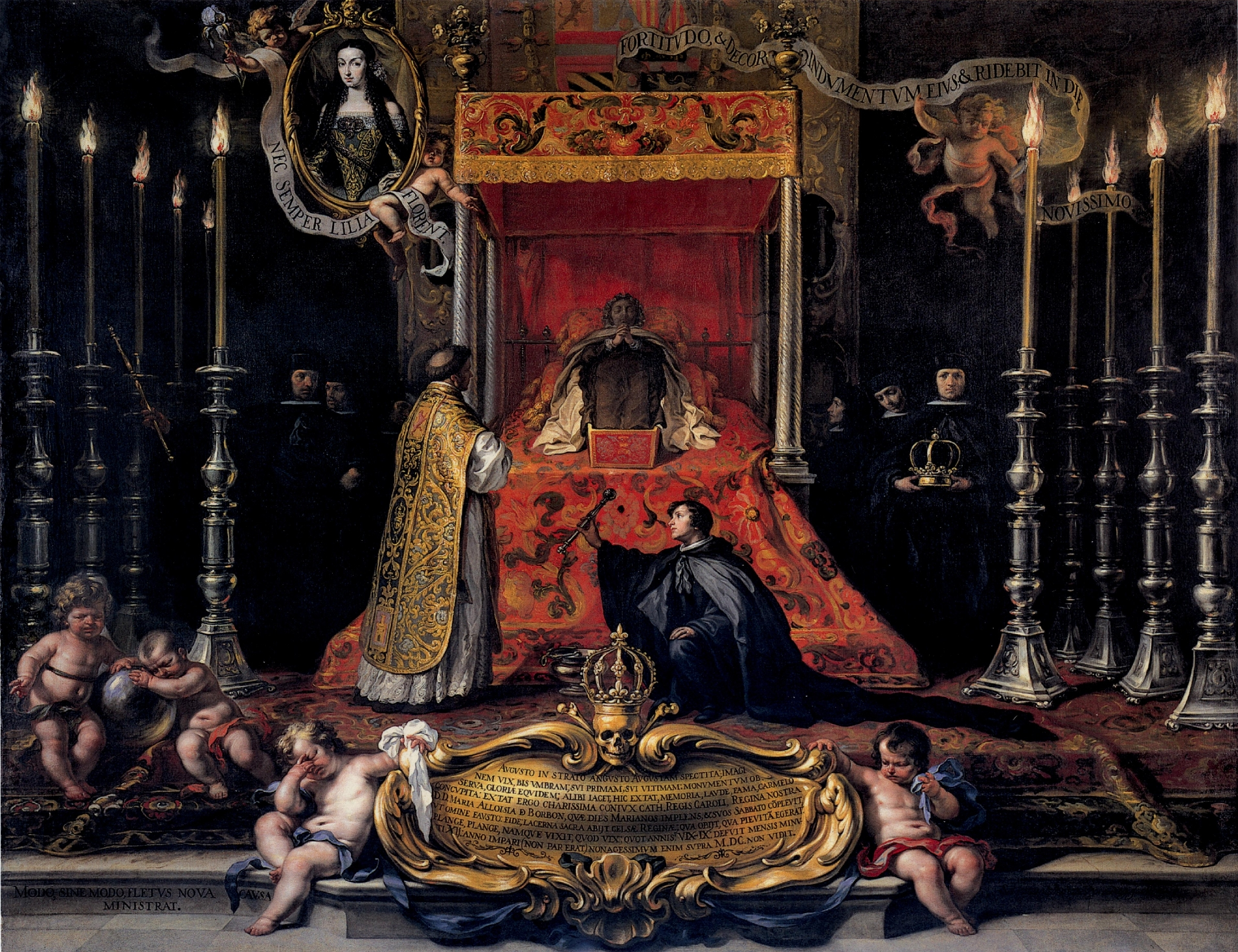
Gemälde von Sebastián Muñoz mit zwei Kartuschen-Einschlüssen